# Mortal Kombat: Shaolin Monks
Mortal Kombat: Shaolin Monks é um jogo eletrônico de ação e aventura beat 'em up de 2005 desenvolvido e publicado pela Midway para PlayStation 2 e Xbox. É um spin-off da série de luta Mortal Kombat. O jogo não faz parte da série original de jogos de luta, mas é considerado pelo criador da série e diretor do jogo, Ed Boon, um começo mais completo para a história da série e a versão definitiva dos fatos ocorridos entres os dois primeiros jogos da série, o que pode ser considerado um minúsculo reboot.

## Jogabilidade
Mortal Kombat: Shaolin Monks é um jogo de aventura que conta os eventos de Mortal Kombat II, começando com o resultado do torneio ocorrido no primeiro Mortal Kombat. O jogo tem como personagens principais dois membros da ordem Shaolin, Liu Kang e Kung Lao, e retrata a luta da dupla em Outworld contra os planos do feiticeiro Shang Tsung e do imperador Shao Kahn. O jogo apresenta três modos principais. Além de um modo para um jogador, Shaolin Monks traz um modo cooperativo, em que dois jogadores podem trabalhar juntos durante o jogo e acessar áreas proibidas ao modo de um jogador. Existe também um modo para que dois jogadores se enfrentem nas arenas mostradas durante o jogo. Além disso, os jogadores podem jogar a versão original arcade e emulada de Mortal Kombat II.
Além de Liu Kang e Kung Lao, o jogo conta com a presença de outros personagens principais da série. Alguns surgem para ajudar os protagonistas, como Raiden, Johnny Cage e Sub-Zero, enquanto outros são os chefes enfrentados como Shang Shung, Reptile, Scorpion, Shao Kahn e Goro. Os personagens Mileena, Kano e Ermac são os 3 chefes secretos do jogo. Como acontecido em Mortal Kombat II, Sonya obviamente foi raptada ao tentar ajudar seus companheiros Liu Kang, Kung Lao e Johnny Cage.
Shaolin Monks apresenta um sistema de combate multi-direcional, que dá aos jogadores a habilidade de atacar qualquer inimigo que os cerque com fluidez. Ainda é possível realizar combos contra diversos oponentes e até mesmo dar continuidade a eles após lançar o inimigo ao ar com ataque poderosos ou arremessos. Os protagonistas utilizam diversos golpes de jogos anteriores e podem se tornar mais fortes ao ganhar pontos de experiência. O ambiente tem papel vital no jogo, pois diversas ameaças podem eliminar os inimigos automaticamente.
O jogo também traz de volta os Fatalities, marca registrada da série. Através da utilização de combos, uma barra vermelha com "sangue" vai sendo preenchida, e após alcançar um certo grau, um Fatality pode ser realizado, independente de quanta energia o oponente tiver. Os protagonistas têm diversos Fatalities diferentes, grande parte deles vinda dos jogos anteriores. O jogador também pode ter acesso aos Multalities (Fatalities utilizados em mais de um inimigo simultaneamente). O conceito de Brutalities, apresentado em Ultimate Mortal Kombat 3 é trazido de volta e modificado: ao realizar o Brutality, o jogador tem acesso a ataques mais poderosos por um tempo determinado.

## História
Um torneio ocorre na ilha de Shang Tsung. Enquanto o feiticeiro observa sentado em seu trono, diversas lutas ocorrem. O monge Shaolin Liu Kang derrota Shang Tsung, e o gigante Goro surge para protegê-lo. Enquanto Goro distrai os demais, Shang Tsung cria um portal para Exoterra e foge. Raiden aparece em seguida e informa que os outros lutadores devem fugir da ilha, pois a mesma está afundando no mar.
A maioria consegue fugir e procurar abrigo na Academia Wu Shi. Liu Kang e Kung Lao, porém, precisam lutar até alcançar um portal que os leve para a academia já que um buraco abriu sob eles. Ao chegar, eles encontram Baraka e seu exército Tarkatano atacando a Academia. Os Tarkatanos são derrotados, mas Baraka captura Sonya Blade. Raiden informa que Shang Tsung quer atrair os lutadores para Exoterra, onde conseguiria atacá-los com seus asseclas e continuar no poder. Se obtiver sucesso em seu plano, Shang Tsung conseguirá conquistar a Terra sem vencer o torneio Mortal Kombat, o que é contra as regras.
Liu Kang e Kung Lao partem para Exoterra tentando impedir o plano de Tsung, guiados por Raiden e ajudados por Johnny Cage. Durante a jornada, têm o apoio da princesa Kitana e conseguem salvar Sonya antes de derrotarem Shang Tsung, mas precisam então enfrentar um outro oponente: o imperador de Exoterra, Shao Kahn. Também no final do jogo é possível ver a aparição de Quan Chi conseguindo o medalhão de Onaga que estava com Shao Kahn.

## Recepção
Mortal Kombat: Shaolin Monks já vendeu mais de um milhão de cópias e recebeu críticas favoráveis. No GameRankings, detém uma média de 79.10% e 80.64% para os consoles PlayStation 2 e Xbox, respectivamente. O jogo foi elogiado pelos críticos por traduzir a franquia em um divertido jogo de ação. A jogabilidade foi notada por ter os mesmos movimentos dos jogos clássicos do Mortal Kombat, como Fatalities e a maneira como os combos são manipulados. O modo cooperativo foi diferenciado por oferecer aos jogadores acesso a bônus ocultos, mas ao mesmo tempo foi criticado por ser impossível continuar jogando no modo single player. Foi um dos cinco jogos indicados pela GameSpot para o título de Jogo Surpreendentemente Bom de 2005.